# Bústia
|  | Per a altres significats, vegeu «Bústia (taxa)». |

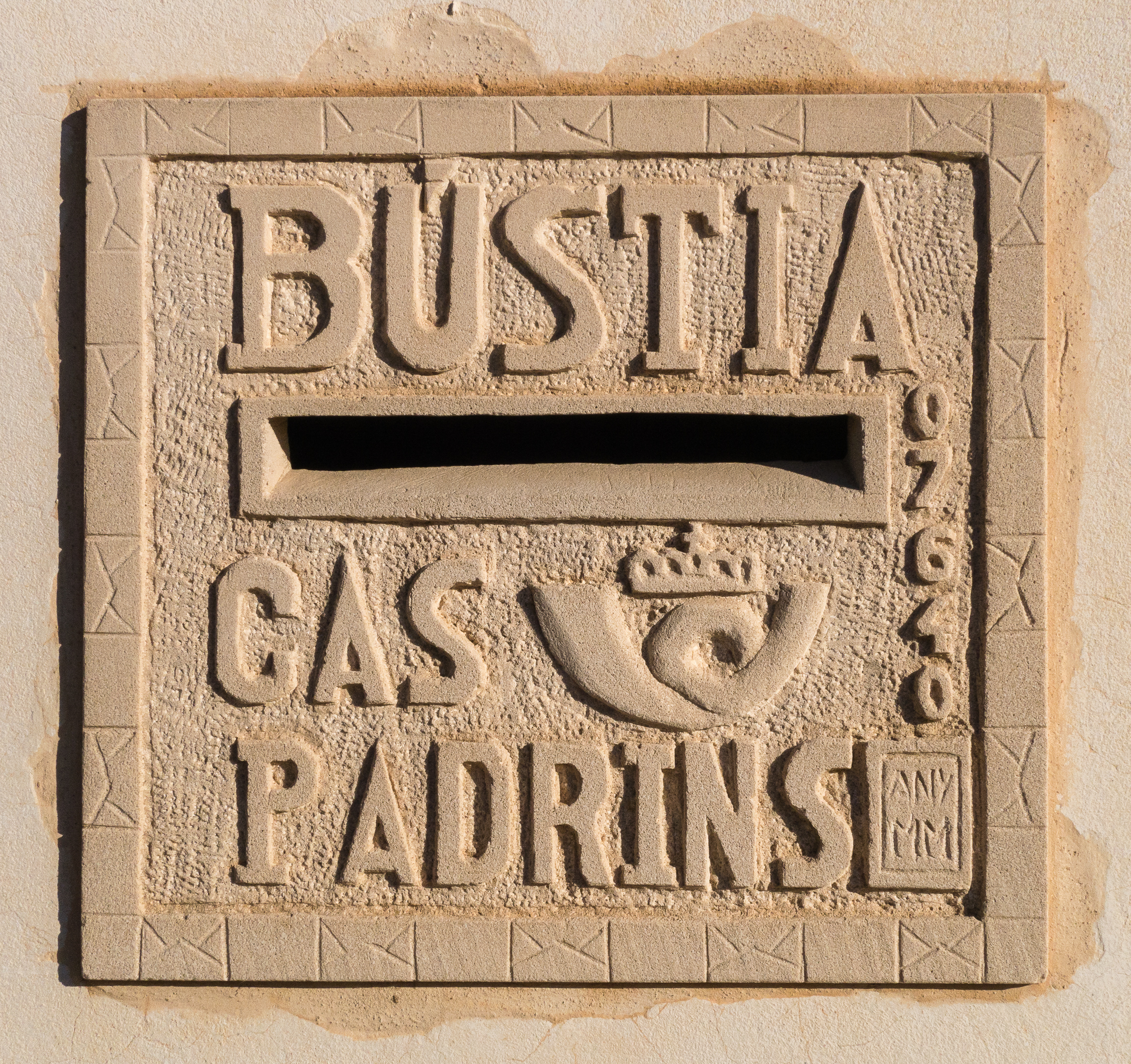
Bústia gravada en una paret a Ses Salines (Mallorca).

Una bústia és una capsa allargada amb una ranura per on s'introdueix el correu i la correspondència. Les bústies es col·loquen a les portes dels habitatges i les utilitzen els carters per a dipositar el correu ordinari. També serveixen per a rebre la publicitat que es reparteix pel mètode d'"omplir bústies". La seva forma és estreta i llarga i presenten una ranura frontal per on s'introdueixen les cartes i altres impresos. Les bústies tenen una portella que s'obre amb clau per tal d'impedir l'accés al correu privat. Sobre aquesta, se sol reservar un espai per a posar l'etiqueta en què s'assenyala el nom dels ocupants de la casa i, si s'escau, el pis al qual correspon.
També es considera bústia a la simple ranura o trapa que es col·loca a la porta principal de les cases per rebre el correu. Només a vegades, hi ha una capsa o receptor que el rep a l'altre costat.

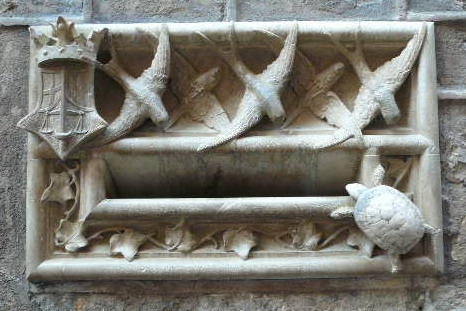
Bústia, Casa de l'Ardiaca

## Història del mot
Antigament tenia un significat més ampli, de capsa o recipient manual per a tenir alguna cosa, especialment diners o lletres. Aquest mot es perdé però fou recuperat per Pompeu Fabra per a substituir el castellanisme bussó(n).

## Bústia comunitària

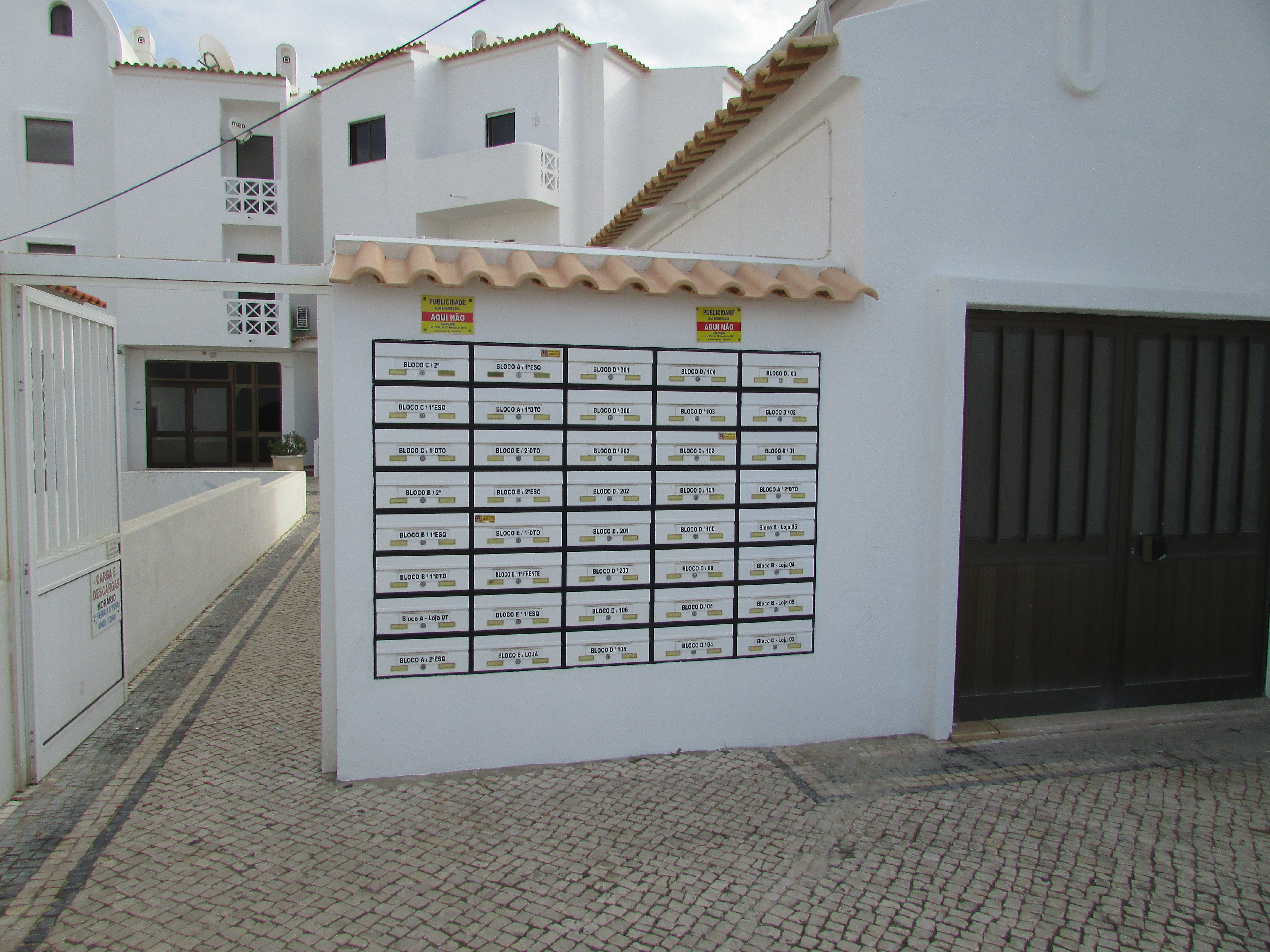
Bústia comunitària

Als blocs d'habitatges, les bústies s'instal·len agrupades al pati de veïns en una zona discreta. En el cas d'habitatges unifamiliars, es col·loquen a la porta de la casa o en la tanca d'accés. Les bústies de publicitat són bústies dissuasives que es col·loquen a l'exterior dels edificis per a evitar la recepció de propaganda en les bústies particulars.
Existeixen nombrosos models de bústies comunitàries. Per la seva forma, poden ser verticals o horitzontals, es presenten en diferents formes i colors i es fabriquen tant en fusta com en diferents tipus de metall: alumini, xapa d'acer, etc. Algunes tenen la porta feta de plàstic translúcid que permet de comprovar l'arribada del correu sense necessitat d'obrir-lo. Per la seva banda, els models dissenyats per a l'exterior es fabriquen en plàstic o metall amb tractament anti-corrosió i solen estar decorats amb una teuladeta o algun motiu animal o campestre si van destinats al jardí.

## Bústia de correus

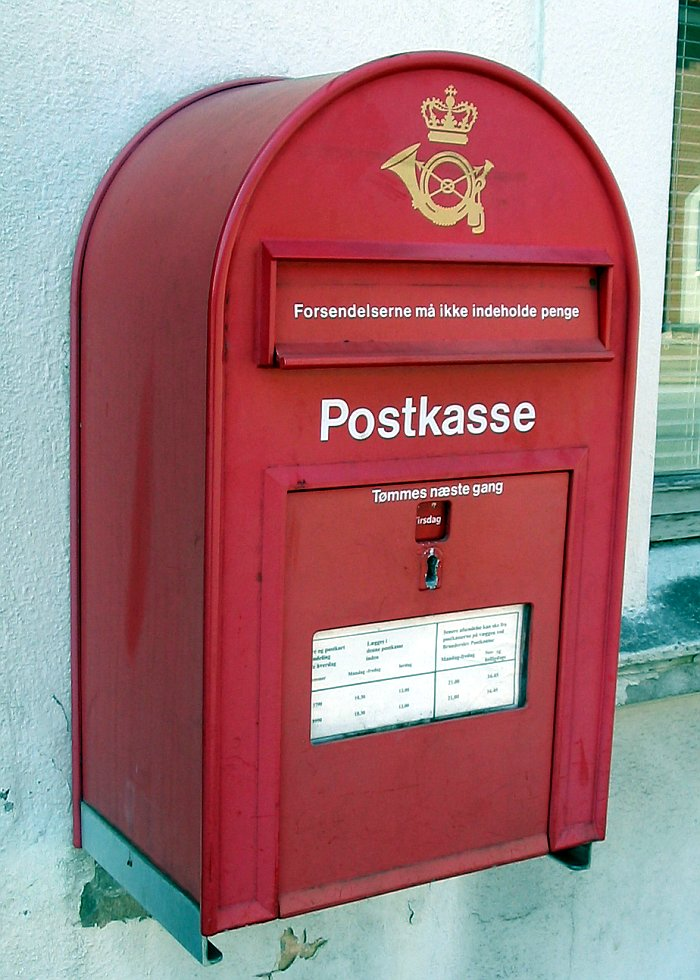
Bústia de correus, a Dinamarca.

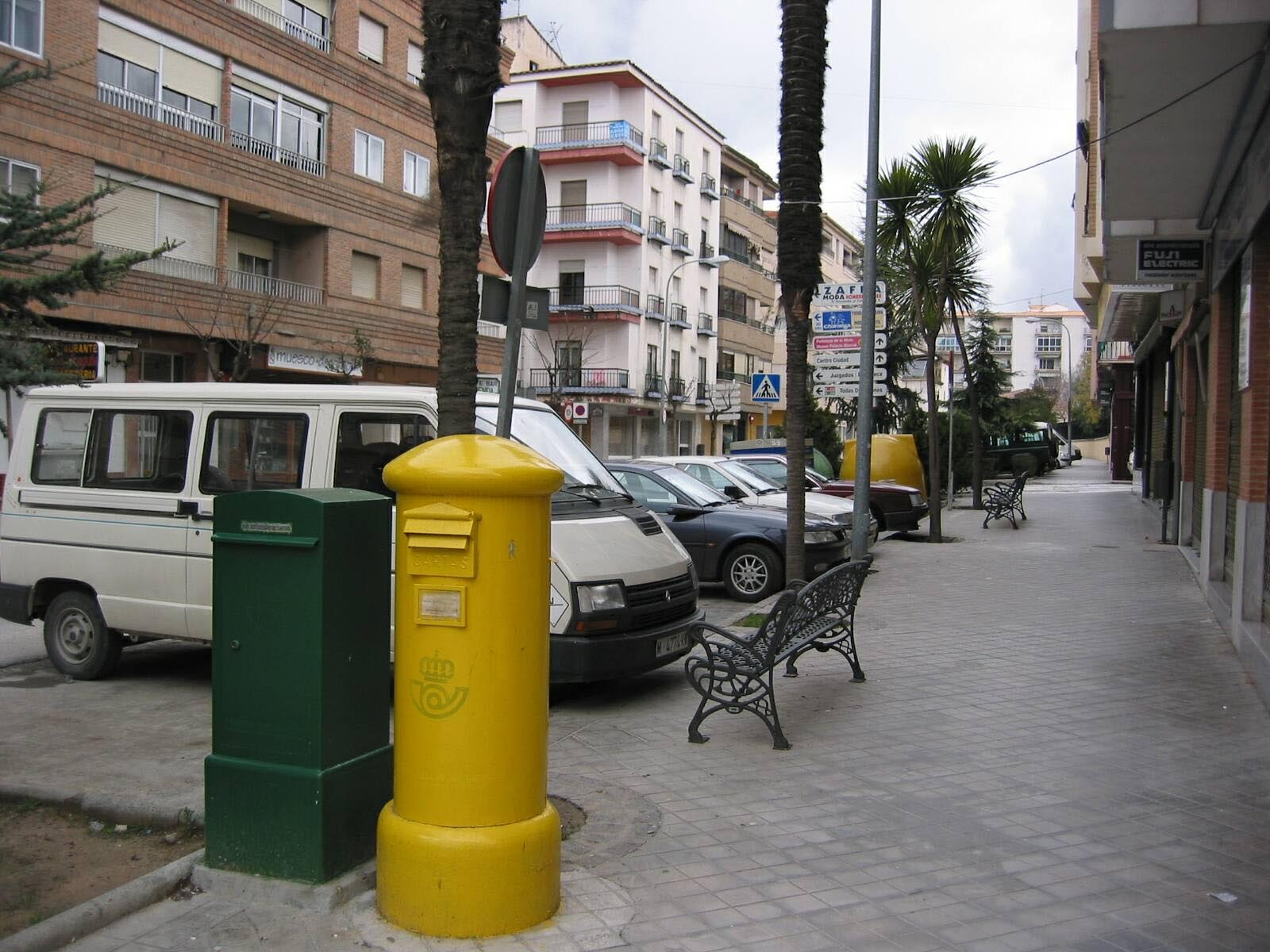
Bústia de color groc al costat del model verd

Les bústies de correus són els receptacles que instal·la el servei de Correus al carrer o en locals públics perquè els ciutadans dipositin les seves cartes i postals. Les bústies públics es col·loquen en zones de passatge i se solen pintar en colors cridaners per a facilitar la seva localització.
Les bústies han fet una important tasca social durant segles, però, recentment, amb l'acme de la informàtica i el massiu ús del correu electrònic la bústia de correus ha entrat en declivi.
A Espanya les bústies més difosos són un model cilíndric de color groc, i un model rectangular de color verd.

## Bústia de veu
La bústia de veu és el dispositiu electrònic que recull missatges parlats. Utilitzat tant en telefonia mòbil com fixa, el seu ús s'ha estès enormement amb la proliferació dels telèfons portàtils i l'augmentació del temps d'estada fora de casa. L'ús de la bústia de veu està lligat al contestador automàtic. Aquest dispositiu rep la trucada recitant un missatge de benvinguda que pot ser el missatge estàndard enregistrat pel fabricant o pot ésser personalitzat per l'usuari.

## Bústia electrònica
Es diu bústia electrònica al dipòsit que serveix per emmagatzemar correus electrònics.